# Мільтах
Мільтах (нім. Miltach) — громада в Німеччині, розташована в землі Баварія. Підпорядковується адміністративному округу Верхній Пфальц. Входить до складу району Кам.
Площа — 25,24 км2. Населення становить 2334 ос. (станом на 31 грудня 2020).